# 托拉塔 (科恰班巴省)
托拉塔是玻利維亞的城鎮，位於該國中部，由科恰班巴省負責管轄，距離首府科恰班巴33公里，海拔高度2,711米，每年平均降雨量約450毫米，2010年人口2,953。

## 外部連結
- （西班牙文） Instituto Nacional de Estadistica de Bolivia (INE)
- Map of Germán Jordán Province